# Hans Grundig
Pour les articles homonymes, voir Grundig (homonymie).
Hans Grundig (Dresde, 19 février, 1901 - Dresde, 11 septembre 1958) est un peintre et dessinateur allemand associé à la Nouvelle Objectivité.

## Biographie

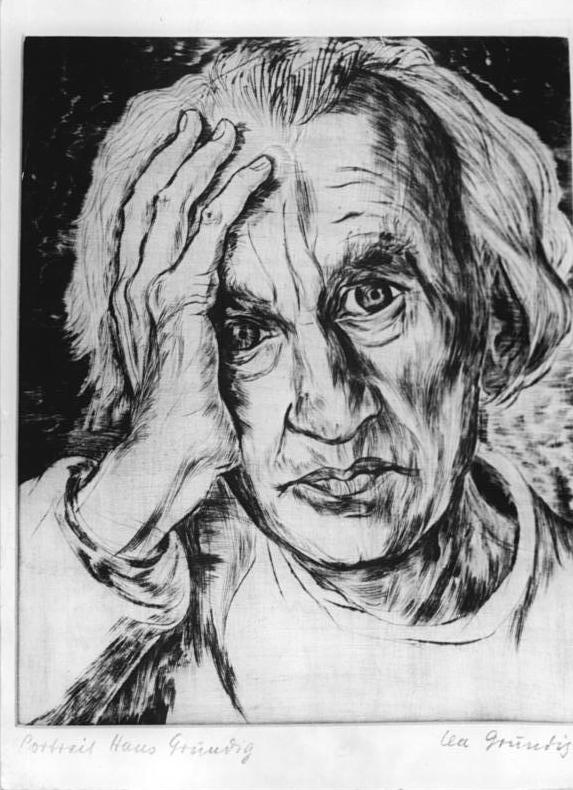
Portrait de Hans Grundig par Lea Grundig.

Après un apprentissage en décoration d'intérieur, Hans Grundig étudie en 1920-1921 à l'École des Arts et Métiers de Dresde auprès de Max Frey. Il étudie ensuite à l'Académie de Dresde de 1922 à 1923. Durant les années 1920, ses peintures, principalement des portraits de la classe ouvrière, ont été influencés par les œuvres d'Otto Dix. Comme son ami Gert Heinrich Wollheim, il se représente souvent lui-même dans des attitudes théâtrales, comme dans son Autoportrait pendant la Saison du Carnaval (1930). Il réalise ses premières gravures en 1933.
Adversaire du fascisme, il rejoint le Parti communiste d'Allemagne en 1926, en même temps que Lea Langer, qu'il épouse en 1928. Tous deux font partie des membres fondateurs de l'ASSO (Association allemande des artistes visuels révolutionnaires) à Dresde en 1929.
Après la prise du pouvoir par les nazis, Hans Grundig est déclaré artiste dégénéré. Certaines de ses œuvres figurent dans la fameuse exposition d'Art dégénéré à Munich en 1937. Il exprime alors son hostilité envers le régime avec des tableaux tels que Les Mille Années du Reich (1936). Interdit d'exercer sa profession, il est arrêté deux fois brièvement, en 1936 et à nouveau en 1938, après quoi il est interné en camp de concentration de Sachsenhausen de 1940 à 1944.

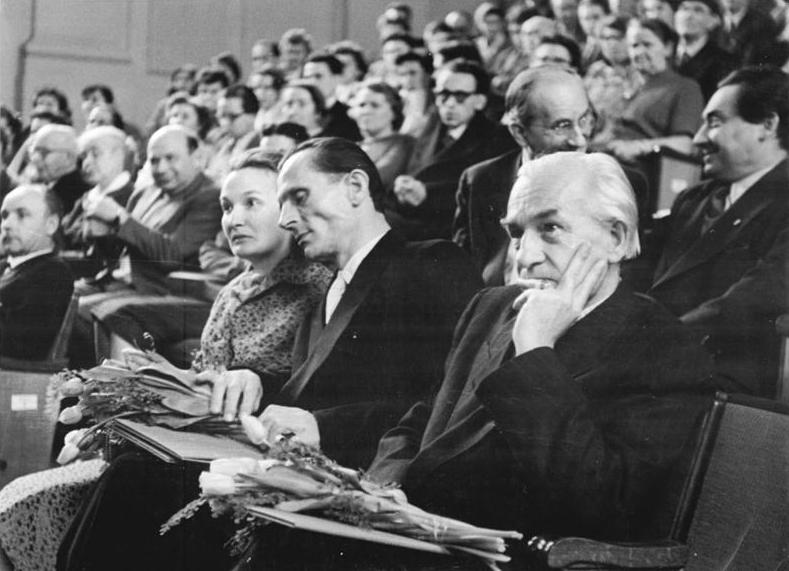
Hans Grundig lors de la remise du prix Heinrich-Mann en mars 1958.

En 1945, il va à Moscou où il fréquente une école anti-fasciste. De retour à Dresde en 1946, il devient professeur de peinture à l'Académie des Beaux-Arts. En 1957, il publie son autobiographie, Zwischen Karneval und Aschermittwoch (« Entre le carnaval de mardi gras et mercredi des cendres»). Il reçoit le prix Heinrich-Mann en 1958 et le prix national de la République démocratique allemande à titre posthume, également en 1958.
L'Académie des arts de la RDA expose ses œuvres à Berlin, Leipzig et Dresde en 1975 et 1976.